# Aitne (Mond)
Aitne (auch Jupiter XXXI) ist einer der kleineren, äußeren Monde des Planeten Jupiter.

## Entdeckung
Aitne wurde am 9. Dezember 2001 von Astronomen der Universität Hawaii entdeckt. Sie erhielt zunächst die vorläufige Bezeichnung S/2001 J 11.
Benannt wurde der Mond nach der Göttin Aitne aus der griechischen Mythologie, der Personifikation der Gebirge.

## Bahndaten
Aitne umkreist Jupiter in einem mittleren Abstand von 23.229.000 km in 730 Tagen, 4 Stunden und 19 Minuten. Die Bahn weist eine Exzentrizität von 0,2643 auf. Mit einer Neigung von 165,091° ist die Bahn retrograd, das heißt, der Mond bewegt sich entgegen der Rotationsrichtung des Jupiter um den Planeten. 
Aufgrund ihrer Bahneigenschaften wird Aitne der Carme-Gruppe zugeordnet, die nach dem Jupitermond Carme benannt ist. 

## Physikalische Daten
Aitne  hat einen mittleren Durchmesser von etwa 3 km. Ihre Dichte wird auf 2,6 g/cm³ geschätzt. Sie ist vermutlich überwiegend aus silikatischem Gestein aufgebaut.
Aitne weist eine sehr dunkle Oberfläche mit einer Albedo von 0,04 auf.